# 王国生 (上将)
王国生（1947年—），男，吉林大安人，中国人民解放军上将。

## 生平
1968年2月，王国生参加中国人民解放军。历任中国人民解放军第64集团军第190师团长、副师长、师长。1996年7月至1998年8月，任中国人民解放军第64集团军参谋长、集团军党委常委。1998年8月至2001年12月，任中国人民解放军第40集团军副军长、集团军党委常委。2001年12月至2003年12月，任中国人民解放军第40集团军军长、集团军党委副书记。2003年12月至2007年6月，任中国人民解放军兰州军区参谋长、兰州军区党委常委。2005年7月，晋升中将军衔。2007年6月，出任中国人民解放军兰州军区司令员、兰州军区党委副书记。2010年7月，晋升为上将军衔。2012年10月，届龄退役，由刘粤军接任兰州军区司令员。